# حمله مغول به جاوه
یورش مغول به جاوه تلاشی نظامی بود از سوی قوبلای خان، که به‌طور اسمی خاقان بزرگ امپراتوری مغول و بنیان‌گذار دودمان یوآن بود، برای حمله به جزیرهٔ جاوه در اندونزی کنونی. در سال ۱۲۹۳ میلادی، او ناوگانی بزرگ شامل ۱٬۰۰۰ کشتی و ۲۰٬۰۰۰ تا ۳۰٬۰۰۰ سرباز را به جاوه اعزام کرد. این یورش به‌عنوان لشکرکشی تنبیهی علیه کرتانگارا، پادشاه سینگاساری انجام شد که از پرداخت باج به یوآن سر باز زده و یکی از فرستادگان آن را ناقص کرده بود. با این‌حال، این یورش با شکست مغول‌ها پایان یافت و در پی آن، امپراتوری ماجاپاهیت به‌عنوان یک قدرت دریامحور در شرق جاوه بنیان نهاده شد و تا سده‌های چهاردهم تا شانزدهم میلادی دوام یافت.
مغول‌ها از سال ۱۲۷۱ تا ۱۳۶۸ میلادی بر چین فرمانروایی کردند؛ دوره‌ای که در تاریخ چین به‌نام «یوآن بزرگ» یا «دودمان یوآن» شناخته می‌شود. نخستین امپراتور این دودمان، قوبلای خان، نوهٔ چنگیز خان بود که امپراتوری مغول را بنیان نهاده بود. در سال ۱۲۹۳ میلادی، قوبلای خان ناوگانی را برای یورش به پادشاهی سینگهاساری در جزیره جاوه اعزام کرد. این لشکرکشی یکی از شگفت‌انگیزترین سفرهای مغول‌ها بود؛ چراکه آنان «در سراسر دشت‌ها، جنگل‌های برفی، کوهستان‌ها و بیابان‌ها جنگیده بودند، اما در جنگل‌های جنوب شرق آسیا با شرایط و عواملی روبه‌رو شدند که بیش از همه برایشان بیگانه بود».
از سال ۱۲۷۴ میلادی، قوبلای خان با انگیزهٔ گسترش قدرت سیاسی خود در خاور و جنوب خاوری آسیا، هزاران کشتی و جنگجو برای یورش به ژاپن، دایی ویت (شمال ویتنام امروزی)، چامپا (پادشاهی‌های باستانی در مرکز و جنوب ویتنام کنونی) و پادشاهی سینگهاساری در جاوه گسیل داشت. آثار باستان‌شناختی از جمله لنگرها، چوب‌های کشتی و جنگ‌افزارهای مغولی در سواحل جزیره تاکاشیما در ژاپن یافت شده و گزارش‌هایی از کشف تیرک‌های چوبی بزرگ – احتمالاً برای دفاع – در شمال ویتنام نیز موجود است.

## وضعیت پیش از درگیری
قوبلای خان، بنیان‌گذار دودمان یوآن و خاقان امپراتوری مغول، فرستادگان و سفیرانی را به کشورهای گوناگون گسیل داشت تا آن‌ها را به پذیرش حمایت او و پرداخت خراج وادارد. یکی از این فرستادگان، من‌شی یا منگ‌چی، از وزیران قوبلای خان بود که به جاوه اعزام شد، اما در آنجا با برخوردی نامناسب روبه‌رو شد[۳]. کرتاناگارا، پادشاه پادشاهی سینگاساری، از پیشنهاد من‌شی آزرده شد و با سوزاندن صورت او با آهن داغ ـ کاری که معمولاً با دزدان می‌کردند ـ و بریدن گوش‌هایش، او را با تحقیر بازگرداند.
وقتی این وزیر به دربار بازگشت، قوبلای خان از این رفتار شوکه شد و در سال ۱۲۹۲ فرمان یک لشکرکشی تنبیهی علیه کرتاناگارا را صادر کرد و او را «بربر» خواند. بر اساس کتاب «تاریخ یوآن»، تاریخ رسمی دودمان یوآن، بین ۲۰٬۰۰۰ تا ۳۰٬۰۰۰ سرباز از استان‌های فوجیان، جیانگ‌شی و هوگوانگ گردآوری شدند، به‌همراه ۱٬۰۰۰ کشتی و ذخیرهٔ آذوقه برای یک سال[۴]. فرماندهی این نیرو را شی‌بی، یک مغول؛ آیکه مسه، یک اویغور؛ و گائوشینگ، یک چینی بر عهده داشتند. نوع کشتی‌های مورد استفاده در تاریخ یوآن ذکر نشده، اما مورخ بریتانیایی جی.آر.جی. ورچستر تخمین زده است که کشتی‌های یوآن (جونک‌ها) حدود ۱۱ متر عرض و بیش از ۳۰ متر طول داشته‌اند. با توجه به نسبت شمار کشتی‌ها به سربازان، هر کشتی احتمالاً بین ۲۰ تا ۳۰ سرباز را حمل می‌کرد.
در همین زمان، اوضاع ژئوپولیتیکی جاوه دگرگون شده بود. پس از شکست دادن پادشاهی مالایو دارماس‌رایا در سوماترا در سال ۱۲۹۰، پادشاهی سینگاساری نیرومندترین کشور منطقه شد. اما از آنجا که کرتاناگارا ارتش بزرگی را در کارزار پامالایو به سوماترا فرستاده بود، پایتخت بی‌دفاع باقی مانده بود. در سال ۱۲۹۲، جایاکاتوانگ، دوک کدیری (گِلانگ‌گِلانگ)، که تابع پادشاهی سینگاساری بود، از فرصت بهره برد و علیه کرتاناگارا شورش کرد. این شورش با حمایت آریا ویراجا، فرماندار سومنپ در جزیرهٔ مادورا، تقویت شد؛ کسی که در خفا از کرتاناگارا بیزار بود.
ارتش کدیری (گِلانگ‌گِلانگ) از شمال و جنوب به‌طور هم‌زمان به سینگاساری حمله کرد. پادشاه تنها به حملهٔ شمالی پی برد و دامادش، ناراریا سانگراماویجایا را برای سرکوب شورش بدان‌سو فرستاد. حمله شمالی دفع شد، اما حمله جنوبی تا رسیدن به پایتخت یعنی کوتاراجا، شناسایی نشد و چون پایتخت آمادگی دفاع نداشت، سقوط کرد. جایاکاتوانگ تخت را غصب کرد و کرتاناگارا را در جریان آیینی تنترهای به قتل رساند و به این ترتیب، به فرمانروایی سینگاساری پایان داد.
پس از آگاهی از سقوط کوتاراجا به دست شورشیان کدیری، رادن ویجایا کوشید به پایتخت بازگردد و از سینگاساری دفاع کند، اما ناکام ماند. او به‌همراه سه تن از افسرانش، رانگالاوه، سورا و نامبی، به جزیره مادورا تبعید شد و در پناه آریا ویراجا قرار گرفت. آریا که پدر نامبی بود، سرانجام به جایاکاتوانگ پیوست. رادن ویجایا خود را به کدیری تسلیم کرد و با میانجی‌گری آریا ویراجا مورد بخشش جایاکاتوانگ قرار گرفت. سپس اجازه یافت در جنگل تاریک (Tarik) سکونتگاهی تازه بنیاد نهد که «ماجاپاهیت» نام گرفت، برگرفته از میوه‌ای به‌نام «ماجا» که در آن جنگل می‌رویید و طعمی تلخ داشت.

## یورش مغول
ناوگان یوآن از بندر کوانژو در جنوب چین حرکت کرد و در مسیر رسیدن به جاوه، از سواحل دایی ویت و چامپا گذشت. دولت‌های کوچک در شبه‌جزیره مالایا و جزیره سوماترا تسلیم شدند و فرستادگانی نزد فرماندهان ناوگان یوآن گسیل داشتند. مغول‌ها داروغههایی در این سرزمین‌ها گماشتند و به مسیر خود به سوی جاوه ادامه دادند. مشخص است که آنان در جزیره کولان نیز توقف کرده‌اند. پس از رسیدن به جاوه، شی‌بی ارتش خود را به دو بخش تقسیم کرد: گروهی از خشکی پیشروی کردند و گروهی دیگر از طریق دریا آن‌ها را همراهی نمودند. بر پایه منظومهٔ «Kidung Panji-Wijayakrama»، آن‌ها احتمالاً روستای ساحلی توبان را غارت کردند.
با ورود ارتش یوآن به جاوه، رادن ویجایا با آن‌ها متحد شد تا علیه جایاکاتوانگ بجنگد و نقشه‌ای از سرزمین کالانگ یا گِلانگ‌گِلانگ، نام دیگر کدیری، در اختیار مغول‌ها گذاشت. طبق تاریخ یوآن، ویجایا ابتدا بدون موفقیت به جایاکاتوانگ حمله کرد و سپس با مغول‌ها تماس گرفت و از آن‌ها یاری خواست. در پاسخ، فرماندهان مغول خواستار تسلیم ویجایا به امپراتور شدند، که با موافقت وی همراه بود.
گزارش جنگ در جلد ۲۰۱ تاریخ یوآن چنین آمده است:
«... در روز هفتم ماه، سربازان دها به ویجایا حمله کردند. آیکه مِسه و گائوشینگ در روز هشتم رسیدند. برخی از دهایی‌ها شکست خوردند و بقیه به کوهستان گریختند. در روز نوزدهم، مغول‌ها و متحدانشان به دها رسیدند و با بیش از ۱۰۰٬۰۰۰ سرباز جنگیدند. آن‌ها سه‌بار حمله کردند، ۲٬۰۰۰ نفر را کشتند و صدها تن دیگر را به رودخانه راندند که در آن غرق شدند. جایاکاتوانگ به کاخش عقب‌نشینی کرد…»
پس از آنکه جایاکاتوانگ به‌دست مغول‌ها اسیر شد، رادن ویجایا به ماجاپاهیت بازگشت تا ظاهراً خراجی برای مغول‌ها آماده کند و فرماندهان مغول را در پیروزی شریک بدارد. شی‌بی و آیکه مِسه به وی اجازه دادند به کشورش بازگردد، اما گائوشینگ با این تصمیم مخالف بود و نگرانی خود را ابراز کرد. ویجایا سپس از مغول‌ها خواست بدون سلاح وارد کشورش شوند.
۲۰۰ سرباز مغول، بدون سلاح، به همراه دو افسر به سرزمین ویجایا اعزام شدند. اما ویجایا به‌سرعت ارتش خود را بازآرایی کرد و به آن‌ها حمله برد و همه را از میان برداشت. سپس با نیروهایش به اردوگاه اصلی مغول‌ها یورش برد و در حمله‌ای غافل‌گیرانه، شمار زیادی از آنان را کشت و بازماندگان را ناچار به عقب‌نشینی کرد. هم‌زمان، بسیاری از کشتی‌های مغول نیز مورد حمله ناوگان جاوه قرار گرفت و نابود شد.
در نهایت، ارتش یوآن در حالی آشفته عقب نشست که بادهای موسمی لازم برای بازگشت به چین در آستانه توقف بود، و در صورت از دست رفتن این زمان، ناچار بودند شش ماه در سرزمینی دشمن بمانند. پس از آنکه همه سربازان سوار کشتی شدند، ناوگان یوآن ناوگان جاوه‌ای را عقب زد و پس از ۶۸ روز دریانوردی به کوانژو بازگشت. ارتش یوآن بیش از ۳٬۰۰۰ نفر از نیروهای زبده‌اش را در نبرد از دست داد و شمار نامعلومی اسیر یا کشته شدند. همچنین چندین کشتی نیز نابود گردید.

## پیامدها
سه فرمانده مغول که از تلفات سنگین دلسرد شده بودند، به چین بازگشتند. در آنجا، شی‌بی به ۷۰ ضربه شلاق محکوم شد و یک‌سوم دارایی‌اش مصادره گردید. آیکه مِسه نیز توبیخ شد و بخشی از اموالش را از دست داد. در مقابل، گائوشینگ برای حفظ نیروها از فاجعه کامل، ۵۰ تائل طلا دریافت کرد. بعدها، شی‌بی و آیکه مِسه بخشوده شدند و اموال و اعتبارشان به آن‌ها بازگردانده شد.
این شکست، واپسین لشکرکشی نظامی در دوران قوبلای خان بود. در حالی‌که دودمان یوآن از این یورش سودی نبرد، ماجاپاهیت در مقابل به نیرومندترین دولت منطقه در روزگار خود بدل شد.